# الهاشمية (عجلون)
الهاشمية منطقة سكنية تقع في لواء قصبة عجلون، محافظة عجلون في الأردن. تنتمي المنطقة لقضاء عجلون الذي يضم 28 منطقة. يقدر عدد سكانها بـ 9509 نسمة حسب إحصاء 2015.
ومن أكبر واقوا العشائر فيها وأكثرها نفوذا هي عشيره بني عطا

## الوصلات الخارجية
- دائرة الاحصاءات العامة